# Dungeon ni Deai o Motomeru no wa Machigatteiru Darō ka/Episodenliste
Dies ist die Episodenliste der Fernsehserie Danmachi.

## Staffel 1
| Folge | Deutscher Titel                                       | Original-Titel                                    | Deutsche Erstausstrahlung (RTL II YOU) | Japanische Erstausstrahlung (Tokyo MX) | Regie            |
| ----- | ----------------------------------------------------- | ------------------------------------------------- | -------------------------------------- | -------------------------------------- | ---------------- |
| 1     | Abenteurer                                            | 冒険者 (ベル・クラネル)                           | 28.08.2016                             | 04.04.2015                             | Yoshiki Yamakawa |
| 2     | Monsterfestival                                       | 怪物祭 (モンスターフィリア)                       | 04.09.2016                             | 11.04.2015                             | Yoshiki Yamakawa |
| 3     | Götterklinge                                          | 神様の刃 (ヘスティア・ナイフ)                     | 11.09.2016                             | 18.04.2015                             | Yoshiki Yamakawa |
| 4     | Schwächling                                           | 弱者 (サポーター)                                 | 18.09.2016                             | 25.04.2015                             | Yoshiki Yamakawa |
| 5     | Zauberbuch                                            | 魔導書 (グリモア)                                 | 25.09.2016                             | 02.05.2015                             | Yoshiki Yamakawa |
| 6     | Beweggründe                                           | 理由 (リリルカ・アーデ)                           | 02.10.2016                             | 09.05.2015                             | Yoshiki Yamakawa |
| 7     | Schwertprinzessin                                     | 剣姫 （アイズ・ヴァレンシュタイン）               | 09.10.2016                             | 16.05.2015                             | Yoshiki Yamakawa |
| 8     | Heldentraum                                           | 英雄願望 (アルゴノゥト)                           | 16.10.2016                             | 23.05.2015                             | Yoshiki Yamakawa |
| 9     | Meisterschmied                                        | 鍛冶師 (ヴェルフ・クロッゾ)                       | 23.10.2016                             | 30.05.2015                             | Yoshiki Yamakawa |
| 10    | Ungeheuerliches Geschenk                              | 怪物進呈 (パス・パレード)                         | 30.10.2016                             | 06.06.2015                             | Yoshiki Yamakawa |
| 11    | Ein Paradies im Labyrinth                             | 迷宮の楽園 (アンダーリゾート)                     | 06.11.2016                             | 13.06.2015                             | Yoshiki Yamakawa |
| 12    | Böse Absichten                                        | 悪意 (ショー)                                     | 13.11.2016                             | 20.06.2015                             | Yoshiki Yamakawa |
| 13    | Familiengeschichte                                    | 眷族の物語 (ファミリア・ミィス)                   | 20.11.2016                             | 27.06.2015                             | Yoshiki Yamakawa |
| OVA 1 | Ist es falsch, im Dungeon in heißen Quellen zu baden? | ダンジョンに温泉を求めるのは間違っているだろうか? | 08.08.2021                             | 07.12.2016                             | Yoshiki Yamakawa |

## Staffel 2
| Folge | Deutscher Titel                                                         | Original-Titel                                 | Deutsche Online-Premiere (Anime on Demand) | Japanische Erstausstrahlung (Tokyo MX) | Regie             |
| ----- | ----------------------------------------------------------------------- | ---------------------------------------------- | ------------------------------------------ | -------------------------------------- | ----------------- |
| 13.5  | Vergangenheit und Zukunft                                               | 過去パストと&未来フューチャー                  | –                                          | 06.07.2019                             | Tachibana, Hideki |
| 14    | Bankett der Götter                                                      | 神の宴 (パーティー)                            | 17.09.2019                                 | 13.07.2019                             | Tachibana, Hideki |
| 15    | Gott der Sonne                                                          | 太陽神 (アポロン)                              | 17.09.2019                                 | 20.07.2019                             | Tachibana, Hideki |
| 16    | Zusammenkunft                                                           | 集結 (コンバージョン)                          | 17.09.2019                                 | 27.07.2019                             | Tachibana, Hideki |
| 17    | War Game                                                                | 戦争遊戯 (ウォーゲーム)                        | 17.09.2019                                 | 03.08.2019                             | Tachibana, Hideki |
| 18    | Zuhause                                                                 | 竈火の館 (ホーム)                              | 17.09.2019                                 | 10.08.2019                             | Tachibana, Hideki |
| 19    | Ishtar Familia                                                          | 淫都 (イシュタル・ファミリア)                  | 17.09.2019                                 | 17.08.2019                             | Tachibana, Hideki |
| 20    | Renard                                                                  | 狐人 (ルナール)                                | 17.09.2019                                 | 24.08.2019                             | Tachibana, Hideki |
| 21    | Mordstein                                                               | 殺生石 (ウタカタノユメ)                        | 17.09.2019                                 | 31.08.2019                             | Tachibana, Hideki |
| 22    | Berbera                                                                 | 戦闘娼婦 (バーベラ)                            | 17.09.2019                                 | 07.09.2019                             | Tachibana, Hideki |
| 23    | Argonaut                                                                | 英雄切望 (アルゴノゥト)                        | 17.09.2019                                 | 14.09.2019                             | Tachibana, Hideki |
| 24    | Rakia                                                                   | 進軍 (ラキア)                                  | 20.09.2019                                 | 21.09.2019                             | Tachibana, Hideki |
| 25    | Liebeslied                                                              | 無人島でハーブを探しに行くのは間違っていますか | 27.09.2019                                 | 28.09.2019                             | Tachibana, Hideki |
| OVA 2 | Ist es falsch, auf einer unbewohnten Insel nach Heilkräutern zu suchen? | 無人島でハーブを探しに行くのは間違っていますか | 08.08.2021                                 | 29.01.2020                             | Tachibana, Hideki |

## Staffel 3
| Folge | Deutscher Titel                                                               | Original-Titel                                                              | Deutsche Online-Premiere (Anime on Demand) | Japanische Erstausstrahlung (Tokyo MX) | Regie             |
| ----- | ----------------------------------------------------------------------------- | --------------------------------------------------------------------------- | ------------------------------------------ | -------------------------------------- | ----------------- |
| 26    | Wiene                                                                         | 竜の少女 (ウィーネ)                                                         | 02.09.2020                                 | 02.09.2020                             | Tachibana, Hideki |
| 27    | Monster                                                                       | 片翼 (ウィーネ)                                                             | 09.09.2020                                 | 09.09.2020                             | Tachibana, Hideki |
| 28    | Xenos                                                                         | 異端児 (ゼノス)                                                             | 16.10.2020                                 | 16.10.2020                             | Tachibana, Hideki |
| 29    | Sehnsucht                                                                     | 遠い夢 (アコガレ)                                                           | 23.10.2020                                 | 23.10.2020                             | Tachibana, Hideki |
| 30    | Ikelos Familia                                                                | 惨劇の王者 (イケロス・ファミリア)                                           | 30.10.2020                                 | 30.10.2020                             | Tachibana, Hideki |
| 31    | Knossos                                                                       | 人造迷宮 (クノッソス)                                                       | 06.11.2020                                 | 06.11.2020                             | Tachibana, Hideki |
| 32    | Dix Perdix                                                                    | 獣の夢 (ディックス・ペルディクス)                                           | 13.11.2020                                 | 13.11.2020                             | Tachibana, Hideki |
| 33    | Bell Cranel                                                                   | 愚者 (ベル・クラネル)                                                       | 20.11.2020                                 | 20.11.2020                             | Tachibana, Hideki |
| 34    | Stigma                                                                        | 零落 (スティグマ)                                                           | 27.11.2020                                 | 27.11.2020                             | Tachibana, Hideki |
| 35    | Unsichtbar                                                                    | 強行突破 (インビジブル)                                                     | 04.12.2020                                 | 04.12.2020                             | Tachibana, Hideki |
| 36    | Ultra Soul                                                                    | 決戦 (ウルトラソウル)                                                       | 11.12.2020                                 | 11.12.2020                             | Tachibana, Hideki |
| 37    | Argonaut                                                                      | 英雄回帰 (アルゴノゥト)                                                     | 18.12.2020                                 | 18.12.2020                             | Tachibana, Hideki |
| OVA 3 | Ist es falsch in Orario eine heiße Quelle zu suchen? ~Gott des Bades Forever~ | オラリオに温泉を求めるのは間違っているだろうか ～おふろの神様フォーエバー～ | –                                          | 28.04.2021                             | Tachibana, Hideki |

## Danmachi: Sword Oratoria
Danmachi: Sword Oratoria ist ein Spin-off der Fernsehserie Danmachi.
| Folge | Deutscher Titel                         | Original-Titel                                   | Deutsche Erstausstrahlung | Japanische Erstausstrahlung | Regie        |
| ----- | --------------------------------------- | ------------------------------------------------ | ------------------------- | --------------------------- | ------------ |
| 1     | Die Prinzessin der Klingen und die Elfe | Kenki to Yousei (剣姫と妖精)                     | 30.04.2017                | 15.04.2017                  | Yōhei Suzuki |
| 2     | Anprobieren und Kaufen                  | Shichaku to Kounyuu (試着と購入)                 | 01.05.2017                | 22.04.2017                  | Yōhei Suzuki |
| 3     | Feier und Mut                           | Saiten to Yuuki (祭典と勇気)                     | 02.05.2017                | 29.04.2017                  | Yōhei Suzuki |
| 4     | Mord und Edelstein                      | Satsujin to Hougyoku (殺人と宝玉)                | 05.05.2017                | 06.05.2017                  | Yōhei Suzuki |
| 5     | Rotes Haar und Monster Rex              | Akagami to Koou (赤髪と孤王)                     | 12.05.2017                | 13.05.2017                  | Yōhei Suzuki |
| 6     | Unterwerfung und Flucht                 | Toubatsu to Toubou (討伐と逃亡)                  | 19.05.2017                | 20.05.2017                  | Yōhei Suzuki |
| 7     | Quest und Durchschneiden                | Irai to Bundan (依頼と分断)                      | 26.05.2017                | 27.05.2017                  | Yōhei Suzuki |
| 8     | Schande und Mädchen                     | Kegare to Shoujo (穢れと少女)                    | 02.06.2017                | 03.06.2017                  | Yōhei Suzuki |
| 9     | Training und Eifersucht                 | Kunren to Shitto (訓練と嫉妬)                    | –                         | 10.06.2017                  | Yōhei Suzuki |
| 10    | Junge und Held                          | Shounen to Eiyuu (少年と英雄)                    | 16.06.2017                | 17.06.2017                  | Yōhei Suzuki |
| 11    | Abenteuer und Unwissenheit              | Bouken to Michi (冒険と未知)                     | 23.06.2017                | 24.06.2017                  | Yōhei Suzuki |
| 12    | Götter und Familiae (Sword Oratoria)    | Sword Oratoria (神々と眷族 [ソード・オラトリア]) | 30.06.2017                | 01.07.2017                  | Yōhei Suzuki |